# Periphyllus mandshuricus
Periphyllus mandshuricus är en insektsart. Periphyllus mandshuricus ingår i släktet Periphyllus och familjen långrörsbladlöss. Inga underarter finns listade i Catalogue of Life.